# BRB Internacional
BRB Internacional este o companie spaniolă care produce desene animate pentru televiziune, creata de Claudio Biern Boyd. În domeniul animației, lucrările sale au ajuns in toata lumea și personaje ca David Gnome, Willy Fog, Sandokan și Bernard au atins deja statutul de mari personalitati. Filosofia lui a fost întotdeauna de a educa cu distracție și divertisment, și mai presus de toate, îi fac pe copii fericiti. Astăzi, BRB continua producția de diferite desene animate cu conținut 3D.

## Istorie
BRB a început în 1972 ca o agenție de merchandising, reprezentând drepturile la unele dintre cele mai cunoscute personaje de la producătorii de top Hanna-Barbera și Warner Bros de la seriale de televiziune cum ar fi Tom și Jerry, Muppets, Marco, Maya Bee, Vickie Angels Viking, Charlie, The Pink Panther, etc
În 1975, după succesul primei serii, BRB a inceput sa distribuie serii de desene animate la nivel național și internațional, cum ar fi: The Wood of Tallac, Banner and Flappy și Tom Sawyer.
Incepand cu anul 1980 BRB a continuat să producă și să distribuie propriile serii animate. Prima lor serie a fost  ,,Ruy, the Little Cid’’ difuzata prima data de televiziunea spaniola. În 1985 compania a creat ceea ce avea să devină unul dintre cele mai mari succese, ,,The World of David the Gnome’’. 
Seriile sale animate cele mai faimoase au fost produse in parteneriat cu  Nippon Animation (Japonia): Dogtanian and the Three Muskehounds', Around the World with Willy Fog sau Football Stories.(prezentat de Naranjito,mascota oficiala a Cupei Mondiale  FIFA 1982)
În prezent, BRB este producătoare de serii care incorporeaza cel mai nou design, 3D stereoscopic si animatie pe computer. De asemenea, produce filme de televiziune de peste 10 ani. 

## Serii animate
- Ruy, the Little Cid (1979) - co-produs cu Nippon Animation
- Dogtanian and the Three Muskehounds (1981) - co-produs cu Nippon Animation (Sezonul 1) si Wang Film Productions, Taiwan (Sezonul 2)
- Around the World with Willy Fog (1981) - co-produs cu Nippon Animation (Sezonul 1) si Wang Film Productions, Taiwan (Sezonul 2)
- The World of David the Gnome (1985) - co-produs cu Cinar, Canada si Miramax
- Wisdom of the Gnomes - co-produs cu Cinar, Canada si Miramax (1987)
- Bobobobs (1988)
- A Thousand and One... Americas (1991)
- Sandokan (1992)
- Mort and Phil (1994)
- Conductor Mike's Story Train - co-produs cu Kids TV, 3 Child Productions si Starlight Productions (1994)
- The Mozart Band co-produs cu Marathon Animation (1995)
- The Untouchables of Elliot Mouse (1997)
- The New World of the Gnomes (1997)
- Super Models (1998)
- Football Stories (1998)
- Teo - co-produs cu "Violeta Denou" (1999)
- Yolanda: Daughter of the Black Corsair (1999)
- Fantaghirò (1999)
- Toonimals! (2001)
- Nico (AKA: "Nicholas") (2001)
- Gladiator Academy (2002)
- Zipi y Zape (AKA: "Zip and Zap") (2002)
- Nouvelles aventures de l'homme invisible, Les ("The New Adventures of the Invisible Man") - Co-produs cu Antefilms (now Moonscoop) (2005)
- Papawa (2005)
- Bernard (2005)
- Iron Kid - co- produs cu Manga Entertainment (2005)
- Angus and Cheryl (2006)
- The Imp (2006)
- Olimpic Bernard (2008)
- Kambu (2010)
- Zoobabu (2011)
- Canimals (2011)
- Suckers (2010)
- Khuda-Yana (2011)

## Film
- Superbernard in 3D

## Filme de animație TV
- Dogtanian:

- The TV Special (film TV bazat pe primul sezon)
- One For All and All For One (1995)

- Willy Fog

- Înconjurul lumii în 80 de zile cu Willy Fog (1995)
- Calatorie spre centrul pamantului (1995)
- 20,000 de leghe sub mari (1995)

- Sandokan (1995)

- The Gnomes

- The Tiny Little World of David the Gnome (1995)
- The Gnomes' Great Adventure (1995)
- The Gnomes' Amazing Journeys (1997)
- The Gnomes' Adventures in the Snow (1997)

- Music For Your Eyes By The Mozart Band (1997)
- Elliot Mouse: The Untouchables vs. Al Catone (1998)
- Yolanda: Secret of the Black Rose (2000)
- Fantaghirò: Quest for the Kuorum (2000)
- Football Stories: Regulile fotbalului (2001)
- Toonimals: Wild Records! The Greatest Animal Records (2001)
- Ruy the Little Cid (2004)
- Nicholas (or Nico): film TV  (2005)
- Gladiator Academy: film (2005)
- Zip and Zap: Meet the Monsters (2005)

## Premii
De la fondarea sa în 1972, BRB a castigat numeroase premii si nominalizari:
- Nominalizat pentru "Cel mai bun producător european al anului" la Forumul Cartoon 2009
- Nominalizat pentru "Cel mai bun producător al anului" de către revista Kidscreen, 2007
- Premiul MIPCOM JR Kid's Jury pentru cea mai buna serie animata destinata copiilor intre 7 si 10 ani; Canimals, 2010
- Premiul III în Spania, serialul 3D Suckers, 2009
- Premiul MIPCOM JR Kid's pentru cea mai buna serie animata destinata copiilor intre 7 si 10 ani; Suckers, 2009
- Marele Premiu pentru Cel mai bun muzical din 2008 -  Înconjurul lumii în 80 de zile cu Willy Fog: Muzical
- Papawa, Premiul I, Expotoons (Argentina), 2008
- Bernard, nominalizat pentru cel mai bun serial animat la Festivalul Sttugart 2006
- Iron Kid, Premiul pentru cel mai bun serial de televiziune Animacor (I Córdoba Animation Festival), 2005
- Premiul TAC pentru cele mai bune seriale animate Mortadelo si Filemón, 2004
- Finalist pentru seria TP 95 cu Mortadelo si Filemón, 1995
- Medalia de bronz la Festivalul Internațional de Film și Televiziune din New York pentru seria The  Dogtanian’’, 1992
- Medalia de Bronz la Festivalul International de Film și Televiziune din New York - Seria David Gnome, 1985
- Premiul I la Concursul Internațional pentru Copii și Tineret din Gijón pentru seria Înconjurul lumii în 80 de zile cu Willy Fog
- Premiul special pentru ,,Dogtanian și cei trei muschetari’’ la Concursul Internațional pentru copii și tineret din Gijón, 1982.
- Medalia de Bronz la Festivalul International de Film și Televiziune din New York pentru seria ,,Dogtanian și cei trei muschetari’’, 1982

Toate au fost obținute de către Claudio Biern Boyd , detinatorul BRB:
- Premiul European de Onoare, pentru cariera sa in animatie, acordat de Forumul Cartoon (2007).